# 奥香肌峡温泉
奥香肌峡温泉（おくかはだきょうおんせん）は、三重県松阪市飯高町にある温泉。

## 泉質
含二酸化炭素-ナトリウム・カルシウム-炭酸水素塩・塩化物冷鉱泉

## 温泉地
日帰り入浴可能な宿泊施設が1軒存在する。

## 温泉近くの名所・旧跡 観光地
- 蓮ダム
- 香肌峡

## アクセス
松阪駅（JR紀勢本線・近鉄山田線）から三重交通バス12系統・スメール行で約1時間半、終点下車。